# Ханкок (окръг, Западна Вирджиния)
Окръг Ханкок (на английски: Hancock County) е окръг в щата Западна Вирджиния, Съединени американски щати. Площта му е 228 km², а населението – 30 305 души (2012). Административен център е град Ню Къмбърланд.